# Уитлакучи (река, впадает в Мексиканский залив)
Уитлакучи (англ. Withlacoochee River) — река в центральной части штата Флорида (США), впадающая в Мексиканский залив. Длина реки составляет 253 км.

## География
Исток реки Уитлакучи находится в районе болота Грин-Суомп, в южной части округа Лейк (Флорида), на высоте около 32 м. После этого река течёт в западном, затем в северном, а затем опять в западном направлении, протекая по округам Лейк, Полк, Паско, Хернандо, Самтер, Марион, Ливи и Ситрус (Флорида).
Река Уитлакучи впадает в бухту Уитлакучи (Withlacoochee Bay), являющуюся частью Мексиканского залива. Немного выше по течению от устья реки Уитлакучи находится водохранилище Руссо, площадь которого составляет 14,8 км². Высота водной поверхности водохранилища — 8 м.
Площадь водосборного бассейна реки Уитлакучи — 5232 км², средний расход воды — 51,2 м³/c. Основные притоки — Гейтор-Крик (Gator Creek, впадает на высоте 25 м), Литл-Уитлакучи (Little Withlacoochee River, 13 м) и Джампер-Крик (Jumper Creek, 12 м).
Есть ещё одна река с тем же названием Уитлакучи, которая протекает по югу Джорджии и северу Флориды, а затем впадает в реку Сувонни. Чтобы различать две одноимённые реки, приток Сувонни иногда называют «Северной Уитлакучи» (Withlacoochee River North), а реку в центральной части Флориды — «Южной Уитлакучи» (Withlacoochee River South).